# Бриджервейт
Бриджервейт (англ. Bridgerweight) — весовая категория в профессиональном боксе, введённая Всемирным боксёрским советом (WBC) в 2020 году и Всемирной боксёрской ассоциацией (WBA) в 2023 году. Категория охватывает вес от 200 до 224 фунтов (от 90,7 до 101,6 кг) и частично совпадает с тяжёлым весом, который начинается с 200 фунтов и не имеет верхней границы.
Бриджервейт фактически предназначен для облегчённых тяжеловесов, которые могут быть неконкурентоспособны против более тяжёлых соперников. Название «Бриджервейт» дано в честь американского мальчика Бриджера Уокера, который в июле 2020 года спас свою младшую сестру от нападения собаки, получив при этом серьёзные травмы.

## История
- В ноябре 2020 года WBC официально объявил о создании нового веса.
- Первый бой в рамках категории прошёл 3 апреля 2021 года.
- Первый бой за мировой титул WBC состоялся 22 октября 2021 года: колумбиец Оскар Ривас победил канадского боксёра Райана Розицки.
- В 2023 году WBA также ввела категорию бриджервейт, назвав её "супер-крузервейт" (super cruiserweight), но позднее согласовава название.

## Чемпионы мира
|  | Действующий чемпион                            |
|  | Наибольшее количество непрерывных защит титула |

### WBC
| № | Боксер           | Время действия титула           | Количество защит |
| - | ---------------- | ------------------------------- | ---------------- |
| 1 | Оскар Ривас      | 22 октября 2021 — 5 января 2023 | 0                |
| 2 | Лукаш Ружаньский | 22 апреля 2023 — 24 мая 2024    | 0                |
| 3 | Лоуренс Околи    | 24 мая — 8 октября 2024         | 0                |
| 4 | Кевин Лерена     | 8 октября 2024 — н. в.          | 1                |

### WBA
| № | Боксер                | Время действия титула | Количество защит |
| - | --------------------- | --------------------- | ---------------- |
| 1 | Муслим Гаджимагомедов | 12 июля 2024 — н. в.  | 1                |

## Статус и признание
Категория признана только двумя организациями из «большой четвёрки» — WBC и WBA. Другие организации (IBF, WBO) по состоянию на 2025 год не признают бриджервейт.